# Spurio Postumio Albino Regillense
Spurio Postumio Albino Regillense (fl. IV secolo a.C.) è stato un politico e militare romano.

## Tribunato consolare
Nel 394 a.C. fu eletto tribuno consolare con Marco Furio Camillo, Lucio Furio Medullino, Lucio Valerio Publicola, Gaio Emilio Mamercino e Publio Cornelio Scipione.
A Furio Camillo fu affidata la campagna contro i Falisci che si concluse con la resa di Falerii a Roma.
A Gaio Emilio e Spurio Postumio fu invece affidata la campagna contro gli Equi. I due tribuni, dopo aver sbaragliato i nemici in campo aperto, decisero che mentre Gaio Emilio sarebbe rimasto a presidiare Verrugine, Spurio Postumio avrebbe saccheggiato le campagne degli Equi. Ma i romani, durante questa azione, furono sorpresi e sbaragliati da un attacco degli Equi.
Nonostante la sconfitta, e nonostante molti soldati di guarnigione a Verruggine, si erano rifugiati a Tuscolo, temendo un successivo attacco degli Equi, Postumio riuscì a riorganizzare l'esercito, e ad ottenere una nuova vittoria campale contro gli Equi.